# Erik Figueroa
Erik Figueroa (n. Estocolmo, Suecia, 4 de enero de 1991) es un futbolista sueco nacionalizado chileno. Juega de defensa y su club actual es Akropolis IF de la de la Superettan de Suecia. Figueroa es hijo de padre chileno y de madre sueca.

## Clubes
| Club               | País   | Año       |
| ------------------ | ------ | --------- |
| Hammarby Talang FF | Suecia | 2009-2011 |
| Hammarby IF        | Suecia | 2011-2013 |
| Vasalunds IF       | Suecia | 2014      |
| IK Sirius          | Suecia | 2015      |
| AFC Eskilstuna     | Suecia | 2016      |
| Brommapojkarna     | Suecia | 2017-2018 |
| Unión La Calera    | Chile  | 2019      |
| Helsingborgs IF    | Suecia | 2020      |
| Akropolis IF       | Suecia | 2021-Act. |